# BOB VT 60
De VT 80, ook wel Nichtbundeseigenen Eisenbahnen genoemd, is een dieseltreinstel, voor het regionaal personenvervoer van de Bodensee-Oberschwaben-Bahn GmbH & Co. KG (BOB).

## Geschiedenis
De trein werd tussen 1979 en 1980 door een samenwerking tussen Orenstein & Koppel en Waggon-Union ontworpen als een vierassige motorwagen geschikt voor eenmansbediening. Deze motorwagen was ook geschikt om een of meer personenwagens of goederenwagens mee te kunnen nemen. Ook werden er bijwagens en wagens met stuurstand gebouwd.
De Bodensee-Oberschwaben-Bahn GmbH & Co. KG (BOB) werd op 15 oktober 1991 opgericht. De aandelen waren in bezit van:
- Technische Werke Friedrichshafen GmbH 27,5 %
- Stadt Ravensburg 25,0 %
- Bodenseekreis 20,0 %
- Landkreis Ravensburg 17,5 %
- Gemeinde Meckenbeuren 10,0 %

De bedrijfsvoering van de BOB wordt sinds 1993 uitgevoerd door de Hohenzollerische Landesbahn (HzL). Het onderhoud aan de treinen wordt uitgevoerd door de Bw van de HzL te Gammertingen.
Door de komst van de Regio-Shuttle werden deze treinen in 2006 verkocht aan de Hohenzollerische Landesbahn (HzL) als VT 60 - 62.

## Constructie en techniek
Het treinstel is opgebouwd uit een stalen frame. Deze treinstellen kunnen tot drie stuks gecombineerd rijden.

## Treindiensten
Deze treinen worden door Bodensee-Oberschwaben-Bahn (BOB) sinds 1998 ingezet op het traject:
- Aulendorf – Friedrichshafen aan de Südbahn, spoorlijn Ulm – Friedrichshafen